# レッドキャップ
レッドキャップ（英語：Red Cap、Redcap、異名：赤帽子［あかぼうし］、レッドコーム）は、イギリスの民間伝承にある、極めて危険な妖精の一種である。
直訳すると「赤い帽子」。主にイングランドとスコットランドの国境付近で出没するという。ゴブリンやオーガ等のアンシーリーコート（Unseelie Court。加害性の強い妖精、悪鬼。「祝福された者」を意味する肯定的なシーリーコート (Seelie Court) に対して、否定的な存在）の類いである。
長く薄気味悪い髪、燃えるような赤い眼、突き出た歯に、鋭い鉤爪を具えた、醜悪で背の低い老人の姿をしており、赤い帽子と鉄製の長靴を身に着けて、杖をたずさえている。斧を得物とし、これで人間を襲う。彼らの名の由来となっている帽子の赤は犠牲者の血で染められたものであり、それゆえに常に赤錆色を帯びているのだという。
人と見ればその命を奪おうと強烈な殺意を持って迫ってくる極めて残虐な霊的存在であり、廃墟となった城や塔、とりわけ、過去に凄惨な殺しが行われたり流血沙汰になったりした現場に棲み、墓地などにも出没するといわれる。
一人歩きの人間を見かけると、たとえ遠く離れた所にいたとしても恐るべき速さで瞬く間に接近し、斧を振りかざして襲ってくる。そうして人を惨殺した後、溢れ出る血潮を用いて帽子を染め上げることを至上の喜びとする。
弱点は、ロザリオ等の十字架であるとされる。また、捕まったときに聖書の文句を二言三言口にすれば姿を消すという。
一方、パースシャー (en) にあるグランタリー城 (Grantully Castle) にも複数のレッドキャップが棲んでいて、彼らは幸運を授けてくれるという。